# Prionyx indus
Prionyx indus là một loài côn trùng cánh màng trong họ Sphecidae, thuộc chi Prionyx. Loài này được Linnaeus miêu tả khoa học đầu tiên năm 1758.